# Хрустальный кулак
«Хрустальный кулак» (кит. 奇招, англ. Crystal Fist) — гонконгский фильм с боевыми искусствами режиссёра Хуа Шань, вышедший в 1979 году.

## Сюжет
Мальчик становится свидетелем убийства своего отца мастером Ма. Спустя годы парень находит работу на кухне школы боевых искусств и помогает там старому повару. Позже юноша узнаёт, что мастер на самом деле ещё и мастер кунг-фу и является давним врагом мастера Ма, который посылает своих слуг выполнять различные указания. Ма был серьёзно ранен во время нападения на повара, уговаривая его научить стилю «Коготь тени орла», новой технике, предназначенной для поражения Ма и его людей. После тщательной подготовки парень готов мстить шайке Ма.

## В ролях
| Актёр        | Роль                               |
| ------------ | ---------------------------------- |
| Билли Чон    | Вон Чхунмань                       |
| Юнь Сиутхинь | повар Чён Тхиньчхёнь               |
| Хау Чиусин   | Вон Чанькон                        |
| Чю Тхитво    | мастер Ма Фэйянь                   |
| Юнь Чаньён   | Глухой                             |
| Эдди Сун     | Слепой                             |
| Ма Чунтак    | босс Чхунманя Чинь Чёнхин          |
| Дэвид Ву     | помощник учителя кунг-фу Пхай Куат |
| Лёнь Качёнь  | Толстяк                            |

## Съёмочная группа
- Компания: The Eternal Film (H. K.) Co.
- Продюсер: Пау Мин
- Режиссёр: Хуа Шань
- Сценарист: Лам Чиньвай
- Постановка боевых сцен: Юнь Сёньи, Чинь Ютсан, Хау Чиусин, Кори Юнь[англ.], Юнь Чаньён
- Художник: Джонатан Тин
- Редактор: Пхунь Хун
- Дизайнер по костюмам: Пау Куоклань
- Оператор: Вон Маньвань
- Композитор: Фрэнки Чань[кит.]

## Технические данные
- Язык: кантонский
- Продолжительность: 84 мин
- Изображение: цветной
- Плёнка: 35 мм.
- Формат: 2,35:1.
- Звук: моно